# Hypagoptera rufeola
Hypagoptera rufeola är en fjärilsart som beskrevs av George Francis Hampson 1900. Hypagoptera rufeola ingår i släktet Hypagoptera och familjen björnspinnare. Inga underarter finns listade i Catalogue of Life.